# Forgive Me (canción de Leona Lewis)
«Forgive Me» (en español: «perdóname») es una canción pop de la cantante británica de R&B contemporáneo Leona Lewis, incluida en la versión de lujo del álbum Spirit (2007). La canción fue publicada como el cuarto sencillo del álbum en el Reino Unido el 3 de noviembre de 2008. Aliaune «Akon» Thiam, Claude Kelly y Giorgio Tuinfort la escribieron mientras que Akon la produjo. La composición musical de «Forgive Me» es en la mayor con influencias musicales de R&B contemporáneo, dance pop y soul. En la canción, Lewis canta sobre que ha encontrado un nuevo amor y ella le pide perdón a su antiguo enamorado.
La respuesta crítica de «Forgive Me» fue en general positiva, pero Lewis recibió algunas críticas por cantar como Whitney Houston y Mariah Carey. El sencillo recibió promoción a través de varios programas televisivos, incluyendo National Lottery y GMTV. El video musical de la pista fue publicado el 16 de septiembre de 2008 y se inspiró en varios musicales de Brodway, incluyendo The Rocky Horror Show y West Side Story. El grupo coreográfico JabbaWockeeZ hacen un cameo en un segmento. El sencillo debutó en el número cinco en las listas de éxitos de Irlanda y el Reino Unido, convirtiéndose en su cuarto sencillo en alcanzar el Top 10 en el último país. «Forgive Me» alcanzó el número uno en Eslovaquia y el Top 10 de Italia y Suecia. En mayo de 2010, Lewis interpretó la canción en su gira artística The Labyrinth Tour, la cual promovía los álbumes Spirit y Echo (2009).

## Producción

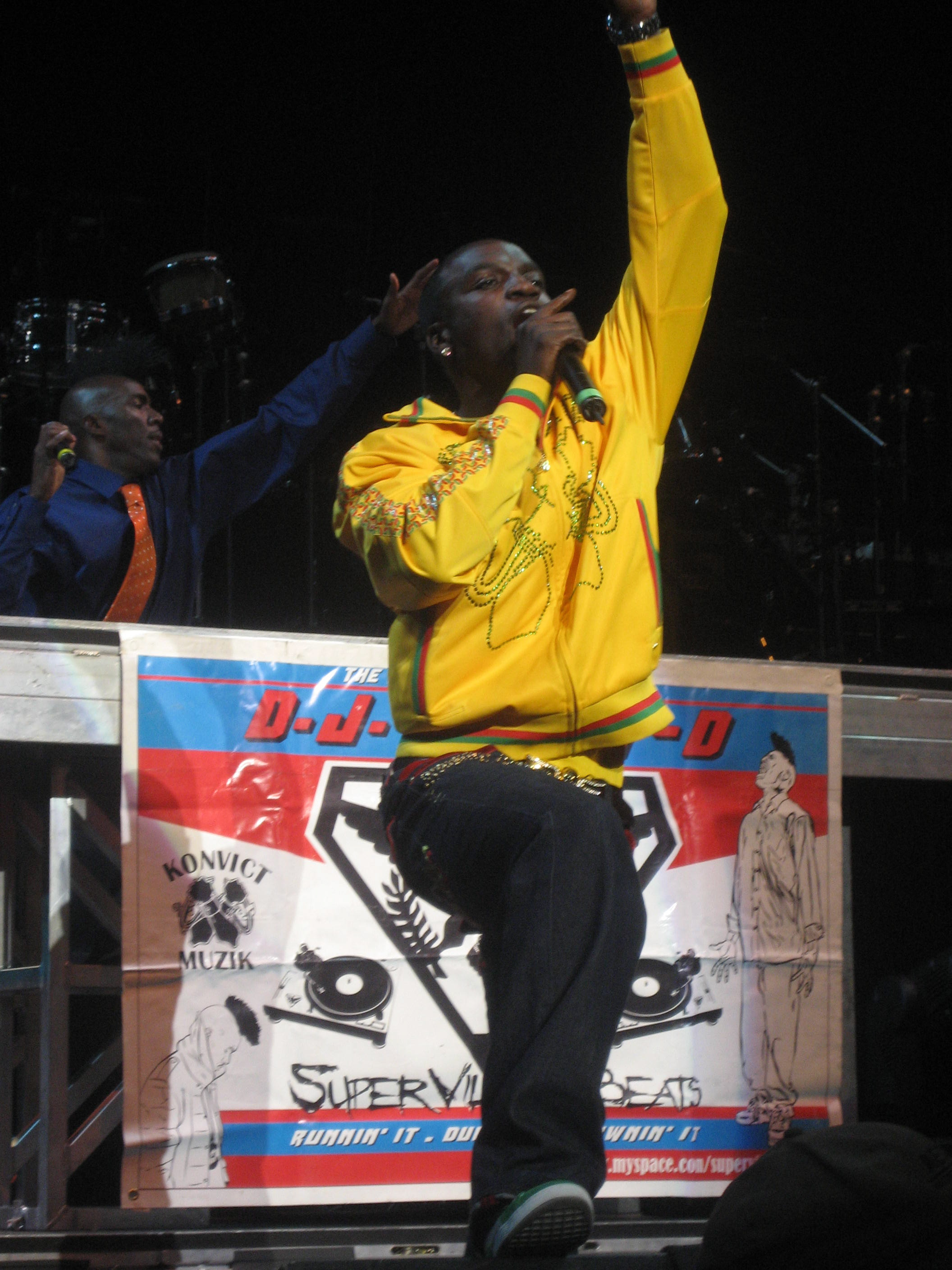
Claude Kelly, Giorgio Tuinfort y Akon (en la imagen) escribieron «Forgive Me».

Claude Kelly, Giorgio Tuinfort y Aliaune «Akon» Thiam escribieron «Forgive Me», mientras que el último la produjo. En el sencillo se anexó el lado B «Myself», escrita por Justin E. Boykin, Graham N. Marsh, Leona Lewis y Alonzo «Novel» Stevenson. «Forgive Me» está escrita en la menor y denota influencias musicales de R&B contemporáneo, soul y dance pop. En una entrevista con Digital Spy, Lewis explicó por qué ella decidió cambiar su estilo musical a dance pop —los sencillos anteriores de Lewis destacaban una producción de R&B contemporáneo—. Ella comentó: «Quería hacer algo un poco diferente y la oportunidad de trabajar con Akon surgió. Estoy muy contenta con cómo ha resultado y es fantástico que sea algo diferente, en lugar de lo que siempre hago.»
«Forgive Me» interpreta en un tempo de 120 pulsaciones por minuto, y la progresión de acordes consiste en la secuencia lam–faM-solm-dom-solm/sim. En la canción, Lewis canta con falsete su tono más agudo (sol5) durante el último estribillo y su tono más bajo (la3) durante cada estrofa. «Forgive Me» narra la historia de una mujer que deja una relación de amor no correspondido, para terminar encontrando una pareja que le corresponde. La protagonista se defiende en la canción y le pide perdón a su antigua relación por lo sucedido.

## Publicación y promoción

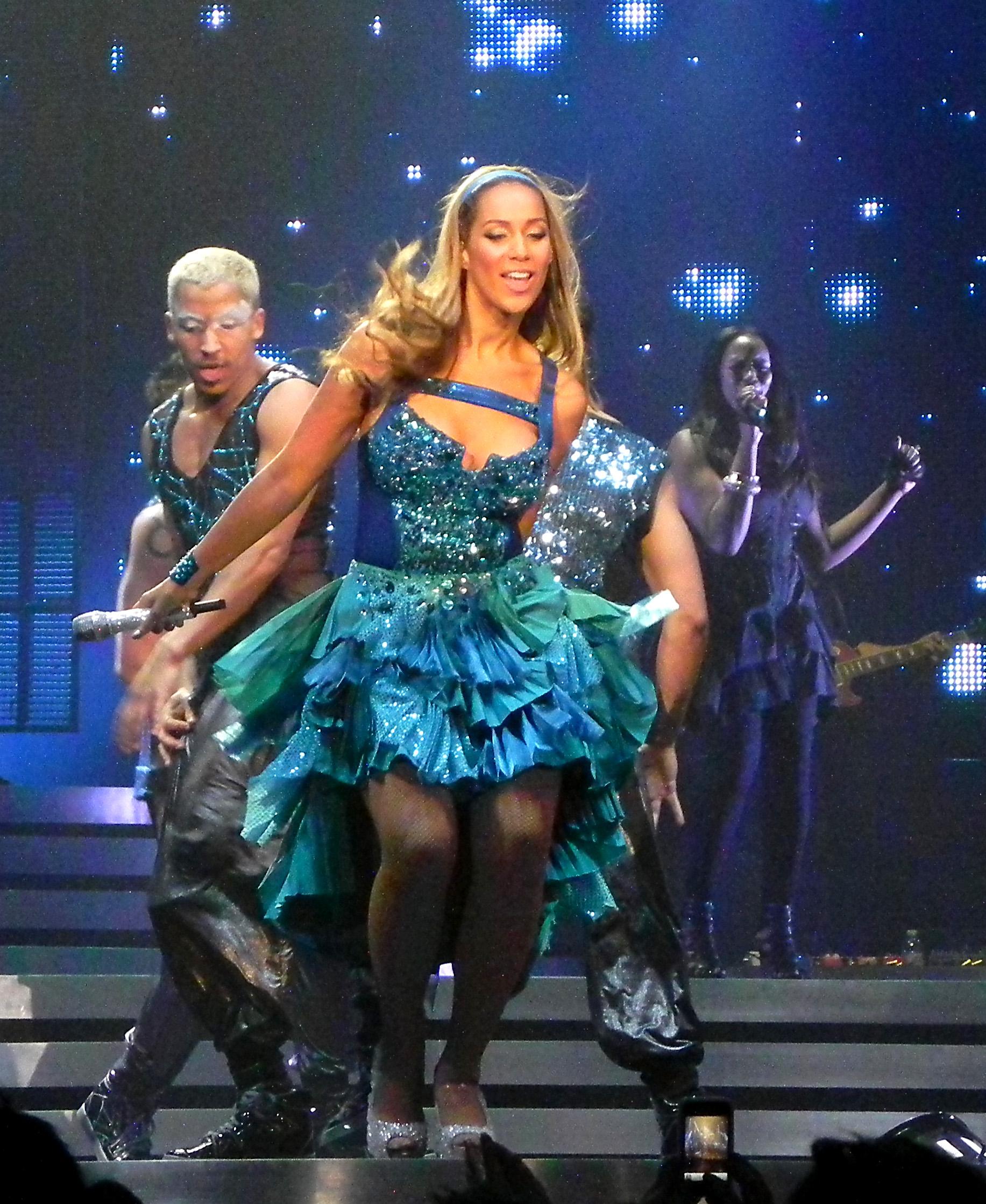
Lewis interpretando "Forgive Me" en su gira The Labyrinth Tour.

Existen dos versiones de «Forgive Me»; la versión del álbum, que dura 3:41 minutos, y la versión de sencillo, de 3:25 minutos de duración. En la primera versión el puente se repite dos veces. La portada de «Forgive Me» se publicó el 17 de septiembre de 2008, mientras que la canción fue publicada en el Reino Unido el 3 de noviembre de 2008 como el cuarto sencillo de Lewis. En un principio, la canción solo aparecía en la versión norteamericana del álbum Spirit, lanzado en 2008. Más tarde, «Forgive Me» sería añadida en la edición de lujo del álbum, que fue lanzado internacionalmente en ese año.
Lewis interpretó la canción en los programas de televisión The National Lottery Live el 29 de octubre de 2008, y GMTV el 31 de octubre de 2008. Fuera del Reino Unido, Lewis interpretó la canción en el programa italiano Carràmba! Che sorpresa y el en la versión sueca de la franquicia Idols.
En mayo de 2010, «Forgive Me» se añadió a la lista de canciones de la gira The Labyrinth. Una de las actuaciones en The O2 Arena, en Londres, se anexó en el álbum en directo The Labyrinth Tour Live from The O2 publicado en el mismo año. En 2013 «Forgive Me» fue añadida a la lista de canciones de la gira The Glassheart Tour.

### Video musical
El video musical de la canción se filmó en mayo de 2008 y fue dirigido por Wayne Isham, y se estrenó el 16 de septiembre de 2008. El video inicia con Lewis recibiendo un mensaje de texto de su novio diciendo que él está a solo un minuto de reunirse con ella. El video luego se convierte en una secuencia onírica con Lewis bailando en cuatro montajes, inspirados en historias de musicales de Broadway y Hollywood: West Side Story, The Rocky Horror Show, Cantando bajo la lluvia y Carrusel. Una vez concluido el video musical, Lewis regresa a la realidad, una gota de lluvia cae en su mano y su novio le envía otro mensaje diciendo Hurry! Looks like there could be rain («¡Date prisa! Parece que va a llover»). El equipo de baile JabbaWockeeZ hace un cameo en la escena de The Rocky Horror Show.

## Recepción de la crítica
«Forgive Me» recibió comentarios generalmente positivas por parte de críticos musicales. En la crítica de la BBC al sencillo, a «Forgive Me» ña describieron como «una canción bailable de pop y funk». Gavin Martin de The Mirror comentó que «[la canción] muestra [la] voz de fuego y miel [de Lewis]. Disculpas innecesarias.» Nick Levine, crítico musical de Digital Spy, le dio al sencillo tres estrellas de cinco, comparándola con la canción de Whitney Houston «I'm Your Baby Tonight» y diciendo que después de sus primeras tres baladas, la canción fue «un buen cambio». Sin embargo él añadió: «el tema de adulterio [no concuerda] con la dulce y humilde chica de Hackney». Chad Grischow notó que con esta canción Lewis «no será recordada como un glorificado one-hit wonder», en referencia a su éxito mundial «Bleeding Love». Stephen Thomas Erlewine describió a «Forgive Me» y a otra canción de Spirit («Misses Glass») como «solo un poco más ostentosas que el resto de Spirit.» Sal Cinquemani de Slant Magazine nombró al sencillo «energético y juvenil». Un escritor de The New York Times comentó que Lewis quedó como «una segundona de Mariah».

## Funcionamiento en las listas
«Forgive Me» debutó y alcanzó el puesto número cinco en el Reino Unido el 15 de noviembre de 2008, convirtiéndose en el tercer sencillo de Lewis en su debut dentro de los diez primeros puestos, después de «A Moment Like This» y «Bleeding Love». La pista se mantuvo diez semanas dentro de la lista. En Irlanda la canción se convirtió en el segundo debut más alto de la semana de la lista de singles, posicionándose en el quinto puesto. En el la lista de airplay de Eslovaquia, «Forgive Me» debutó en el número setenta y seis y en su décima semana la canción alcanzó el número uno. En la lista de sencillos europeos la canción alcanzó el número once, mientras que en Italia, «Forgive Me» debutó en el número nueve, pero salió de la tabla en la siguiente semana. La canción alcanzó el número siete en Suecia, doce en Suiza, y quince en Austria y Alemania. La canción entró en las listas australianas en el número cincuenta el 19 de octubre de 2008, y la semana siguiente alcanzó un máximo de cuarenta y nueve. Más tarde, «Forgive Me» salió de la tabla, pero el 10 de noviembre de 2009, volvió a entrar en el número cincuenta. En la lista de fin de año de 2008 del Reino Unido «Forgive Me» se posicionó en el número ochenta y cinco, mientras que en la lista de fin de año de 2009 de Hungría se colocó en el número setenta y nueve.

## Créditos y personal
| «Forgive Me» - Serban Ghenea: ingeniero de mezclas - Mark Goodchild: programación - John Hanes: ingeniero - Larry Jackson: productor de voz - Claude Kelly: productor de voz, escritor - Leona Lewis: canto, corista - Trent Privat: asistente de programación - Tim Roberts: asistente - Aliaune «Akon» Thiam: corista, escritor, productor - Giorgio Tuinfort: coproductor, escritor | «Myself» - Justin E. Boykin: guitarra sajona - James Burch: violonchelo - Matt Colette: batería, percusiones - Everett James Harrell: campana, piano - Leona Lewis: canto, corista, escritor - Carlton Lynn: ingeniero de mezclas, programación - Graham N. Marsh: escritor, programación - Kimberly L. Smith: coordinación de proyecto - Alonzo «Novel» Stevenson: corista, escritor, productor |

## Formatos
Digitales
| Sencillo Digital |                           |          |  |
| N.º              | Título                    | Duración |  |
| 1.               | «Forgive Me» (Single Mix) | 03:24    |  |

Materiales
| Sencillo en CD |                            |          |  |
| N.º            | Título                     | Duración |  |
| 1.             | «Forgive Me» (Single Mix)  | 03:24    |  |
| 2.             | «Myself» (Feat Novel)      | 03:50    |  |
| 3.             | «Forgive Me» (Music Video) | 03:28    |  |

## Listas

### Listas semanales
| País (lista)                                | Posición más alta (2008) |
| ------------------------------------------- | ------------------------ |
| Alemania (Media Control Charts)             | 15                       |
| Australia (ARIA Singles Charts)             | 49                       |
| Austria (Ö3 Austria Top 40)                 | 15                       |
| Bélgica, Región Flamenca (Ultratop 50)      | 26                       |
| Dinamarca (Tracklisten)                     | 14                       |
| Eslovaquia (Radio Top 100 Oficiálna)        | 1                        |
| Hungría (Magyar Hanglemezkiadók Szövetsége) | 14                       |
| Irlanda (Irish Singles Chart)               | 5                        |
| Italia (Hit Parade)                         | 9                        |
| Reino Unido (UK Singles Chart)              | 5                        |
| República Checa (Top 50 Prodejní)           | 58                       |
| Suecia (Sverigetopplistan)                  | 7                        |
| Suiza (Swiss Music Charts)                  | 12                       |
| Unión Europea (Eurochart Hot 100 Singles)   | 11                       |

| País (lista)                                | Posición (2008) |
| ------------------------------------------- | --------------- |
| Reino Unido (UK Singles Chart)              | 85              |
| País (lista)                                | Posición (2009) |
| Hungría (Magyar Hanglemezkiadók Szövetsége) | 79              |